# وقتشه (آلبوم مایکل بوبلی)
«وقتشه» آلبومی از هنرمند اهل کانادا مایکل بوبلی است که در سال ۲۰۰۵ میلادی منتشر شد.